# Pasaporte pakistaní
El pasaporte pakistaní (en urdu: پاکستانی پاسپورٹ‎) es un pasaporte emitido por el Gobierno de Pakistán a los ciudadanos y nacionales paquistaníes con la finalidad de realizar viajes internacionales. Son emitidos por la Dirección General de Inmigración y Pasaportes (DGIP) del Ministerio del Interiordesde las oficinas de pasaportes y las embajadas de Pakistán. Desde enero de 2014, los pasaportes pakistaníes tienen una validez de 5 y 10 años. Según la ley nacional, los pasaportes pakistaníes no son válidos para viajar a Israel. Sin embargo, los pakistaníes pueden viajar a Israel tras recibir la confirmación del Ministerio de Asuntos Exteriores israelí.
Los pasaportes pakistaníes son biométricos y legibles por máquina. Hasta 2004, los pasaportes pakistaníes tenían los datos del titular escritos a mano, con la fotografía del pasaporte pegada en la portada. Desde entonces, los pasaportes tienen la información de identidad impresa tanto en la portada como en la contraportada. Ambas páginas están laminadas para evitar modificaciones ilegales. En 2004, Pakistán comenzó a emitir pasaportes biométricosque, sin embargo, no cumplían con los estándares de la OACI porque no llevaban el símbolo . Los pasaportes paquistaníes se imprimen en la sede de la DGIP, situada en Islamabad, capital del país.
El 30 de marzo de 2022, el ex primer ministro Imran Khan anunció el lanzamiento del pasaporte electrónico, al que se agregaron veintinueve nuevas características de seguridad. Inicialmente, el pasaporte electrónico estaba disponible sólo para los funcionarios diplomáticos y gubernamentales.La emisión de pasaportes electrónicos ordinarios fue aprobada el 30 de diciembre de 2022. Su emisión se inició el 1 de enero de 2023. Sin embargo, en la primera fase de producción, estos pasaportes sólo se proporcionaron a los ciudadanos de Islamabad, por lo que los ciudadanos sólo podrán solicitar el pasaporte electrónico en la Dirección General de Inmigración y Pasaportes, que se encuentra en Islamabad. Los pasaportes electrónicos llegaron a la totalidad de Pakistán el 16 de agosto de 2023.

## Categorías
La Ley de Pasaportes de 1974 y el Manual de Pasaportes y Visados (1974) regula la expedición del pasaporte pakistaní. El Gobierno de Pakistán expide tres tipos de pasaportes a sus ciudadanos:
- Pasaporte diplomático: Se expiden por el Ministerio de Relaciones Exteriores a diplomáticos y otras categorías similares.[6] La cubierta exterior es de color rojo.[7]
- Pasaporte oficial: Se expide a senadores, miembros de la Asamblea Nacional, ministros provinciales, jueces de la Corte Suprema de Pakistán y tribunales superiores, funcionarios que prestan servicios en los gobiernos cuando se encuentran en el extranjero en tareas oficiales y otros funcionarios gubernamentales. La cubierta exterior es de color azul.[8]
- Pasaporte ordinario: Se expiden a los ciudadanos pakistaníes que no cumplan los requisitos para obtener las otras categorías de pasaportes. La cubierta exterior es de color verde.

Pasaporte electrónico
Pakistán comenzó la emisión del pasaporte electrónico en 2023.Es un documento de viaje que cuenta con una alta seguridad. Tiene un chip electrónico incrustado en una de las páginas del pasaporte, el cual se utiliza para almacenar información biométrica sobre el titular. El chip contiene datos que verifican la identidad del titular del pasaporte, así como los datos biométricos del titular del pasaporte, los datos personales que se encuentran en la página de datos del pasaporte, un número de identificación único y una firma digital. Un pasaporte electrónico tiene un chip sin contacto (NFC), lo que significa que  se puede leer electrónicamente. Los pasaportes electrónicos pakistaníes cumplen con los estándares de la OACI.

### Categorías descatalogadas
Pakistán anteriormente emitía un pasaporte especial, con la finalidad de que los ciudadanos pakistaníes pudieran realizar el Hach, la peregrinación islámica conocida como a La Meca. Actualmente no se expiden, por lo que se utilizan pasaportes pakistaníes ordinarios para este fin. Antes de la independencia de Pakistán, se utilizaba el pasaporte indio británico.

## Características de seguridad
Las características de seguridad del pasaporte paquistaní son:
- Infraestructura de clave pública
- Biometría, concretamente facial y dactilar.
- Identificación personal invisible
- Código de barras 2D
- Zona legible por máquina
- Sustrato de seguridad y laminado
- Microimpresión de características ultravioleta
- hologramas
- Papel de marca de agua
- Tinta de seguridad
- Impresión calcográfica a 3 colores
- Patrones guilloché

## Apariencia física

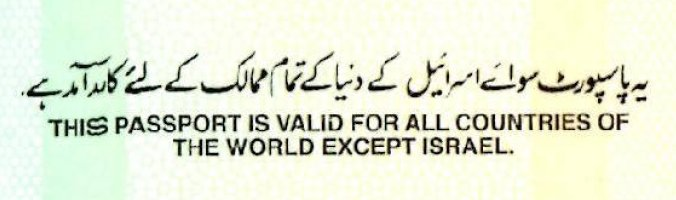
Los pasaportes paquistaníes contienen una nota que indica que el pasaporte no se puede utilizar para viajar a Israel.

Los pasaportes pakistaníes ordinarios tienen una cubierta de color verde intenso, mientras que el contenido de la misma es de color dorado. El emblema de Pakistán está estampado en el centro de la portada. Las palabras "Islamic Republic of Pakistan" (inglés) están inscritas encima del emblema y "en urdu: اسلامی جمہوریہ پاکستان‎", "en urdu: پاسپورٹ‎" y "Passport" (inglés) están inscritos debajo del emblema. El pasaporte estándar cuenta con 36 páginas. Además, hay versiones para viajeros frecuentes, las cuales pueden contener 72 o 100 páginas.

### Identidad del titular del pasaporte
- El extremo de la tapa de apertura contiene la siguiente información:
  - Foto del titular del pasaporte
  - Tipo: 'P'- significa "Personal", 'D'- significa "Diplomático", — S'- significa "Servicio"
  - Código del país
  - Número de pasaporte
  - Apellido
  - Nombre de pila
  - Nacionalidad
  - Fecha de nacimiento
  - Número de ciudadano
  - Género
  - Lugar de nacimiento
  - Nombre del padre
  - Fecha de emisión
  - Fecha de expiración
  - Autoridad emisora
  - Número de rastreo
  - Número de folleto
- La primera página del folleto regular contiene la nota del presidente de Pakistán
- La segunda página menciona ANNOTATION en la parte superior y contiene lo siguiente
  - Religión
  - Número de pasaporte anterior (si corresponde)
  - Firma del titular del pasaporte
- La tercera página declara que el pasaporte es válido para viajar a todos los países del mundo excepto Israel.

## Requisitos de visado

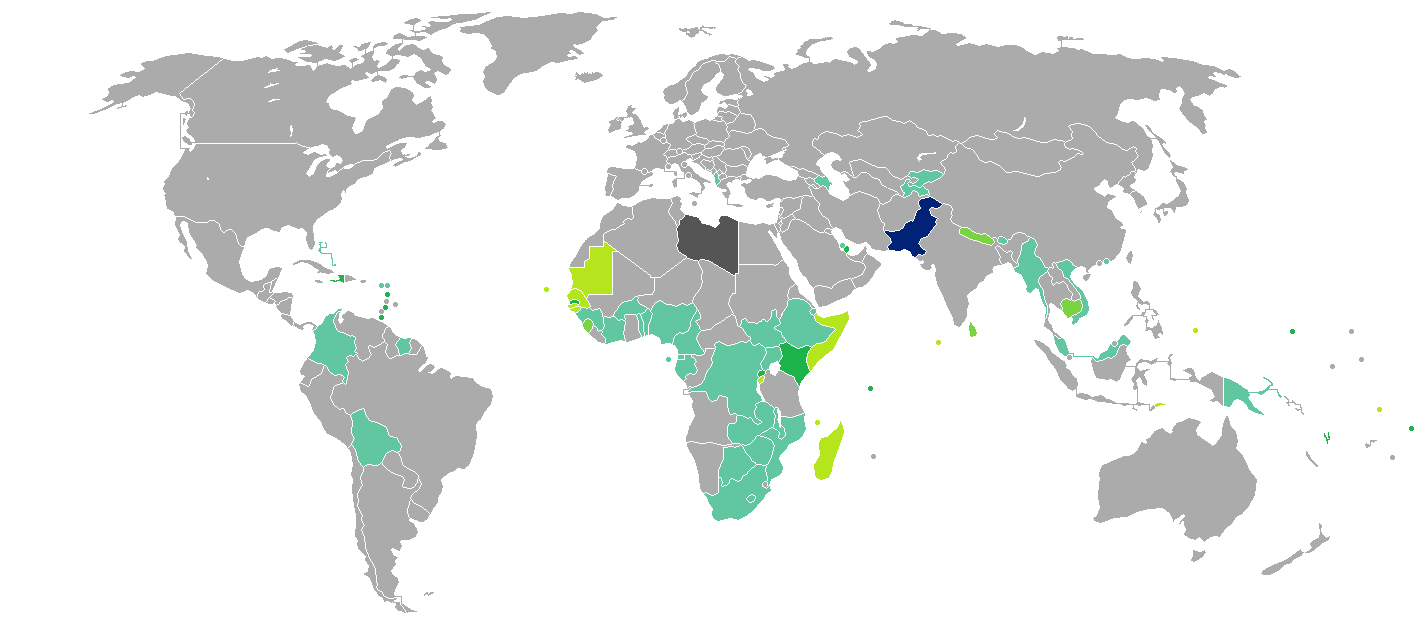
Requisitos de visa para titulares de pasaportes paquistaníes regulares

A fecha de agosto de 2022, Henley Passport Index clasifica al pasaporte pakistaní en la posición 109, con acceso sin visado o con visado a la llegada a 32 países y territorios. En la misma fecha, The Passport Index clasifica al pasaporte pakistaní en la posición 86, con acceso sin visado o con visado a la llegada a 43 países y territorios.Debido a esto, es considerado uno de los pasaportes menos poderosos.